# Хомине (Ніжинський район)
Хо́мине —  село в Україні, у Вертіївській сільській громаді Ніжинського району Чернігівської області. Населення становить 43 осіб.

## Історія
На карті Шуберта 1869 року позначене як хутір на 3 садиби. Відсутнє у виданні "Список населенных мест Черниговской Губернии, имеющих не менее 10 жителей по данным 1901 года".
12 червня 2020 року, відповідно до розпорядження Кабінету Міністрів України № 730-р «Про визначення адміністративних центрів та затвердження територій територіальних громад Чернігівської області», увійшло до складу Вертіївської сільської громади.
19 липня 2020 року, в результаті адміністративно-територіальної реформи, увійшло до складу новоутвореного Ніжинського району.